# Bryophryne gymnotis
Bryophryne gymnotis е вид жаба от семейство Craugastoridae.

## Разпространение
Видът е разпространен в Перу.